# Alstom Citadis Dualis
Der Citadis Dualis des Herstellers Alstom ist ein vierteiliger Tram-Train-Fahrzeugtyp. Er wird von der SNCF in Frankreich auf Eisenbahnstrecken um Nantes und Lyon sowie auf den Pariser Straßenbahnlinien T4, T11, T12 und T13 und der Transilienlinie P am Ast Esbly – Crécy-la-Chapelle eingesetzt.

## Konstruktion
Die bisher gelieferten Zweirichtungszüge sind vierteilig. In der Mitte befindet sich ein Wagen mit zwei Laufdrehgestellen und Stromabnehmer. Die übrigen drei Wagen laufen auf je einem angetriebenen Drehgestell und sind zur Mitte aufgesattelt, womit sich die Achsfolge Bo’2’2’Bo’Bo’ ergibt. Für Niederflurwagen liegt die Einstiegshöhe mit 370 mm über der Schienenoberkante relativ hoch. Die Niveauunterschiede zum Boden auf zunächst 405 mm und im Durchgang über den Drehgestellen 530 mm werden durch Rampen mit einer Neigung von 8 % überwunden. Die Fahrzeuge sind mit einer Zweisystemausrüstung für 750 V Gleichspannung und entweder 1,5 kV Gleichspannung oder 25 kV/50 Hz Wechselspannung ausgestattet. Sechs Drehstrom-Synchronmotoren mit je 150 Kilowatt Leistung beschleunigen die Züge auf maximal 100 km/h. Je Motor ist ein IGBT-Wechselrichter vorhanden. Pro Seite sind vier Doppelschwenkschiebetüren mit 1,3 Metern Weite eingebaut. Maximal drei Fahrzeuge können in Mehrfachtraktion verkehren.
Die Drehgestelle sind vom seitens Alstom als Ixège bezeichneten Typ. Jeder Radsatz weist dabei eine durchgehende Radsatzwelle auf, welche das Drehmoment überträgt, zusätzlich jedoch auch eine Portalachse, die das Gewicht und die daraus resultierenden Momente aufnimmt. Die Primärfederung erfolgt durch Gummi-Metall-Schraubenfedern. Der Radsatzstand beträgt 1850 mm und die Motoren sind längs an der Seite federnd aufgehängt. Die Wagenkästen sind aus Stahl gefertigt, wobei als Fügetechniken sowohl Schweißen als auch Verschrauben und Nieten zum Einsatz kommen. Das Dach dagegen besteht aus Aluminium.
Alstom bietet auch eine 51,5 m lange Variante mit einem weiteren aufgesattelten Mittelwagen an, welcher jedoch abweichend ein Laufdrehgestell hätte (Achsfolge Bo’2’2’2’Bo’Bo’). Zudem sind Varianten mit 2,4 Metern Breite und mehr Türen vorgesehen.

## Einsatz
Im Jahr 2007 schlossen Alstom und die SNCF einen Rahmenvertrag über die Lieferung von bis zu 200 Citadis Dualis ab.

### Nantes
Für die Wiedereröffnung der Bahnstrecke Nantes–Châteaubriant im Jahr 2014 wurden Zweisystemfahrzeuge notwendig, weil es in Haluchère eine niveaugleiche Kreuzung mit der Straßenbahn Nantes gibt. Daher wechseln die seit Eröffnung verkehrenden Citadis Dualis für den betreffenden Abschnitt von Wechselstrom- auf Gleichstromversorgung. Die 24 Fahrzeuge der Baureihe U 53500 bedienen außerdem die Strecke nach Clisson und sind mit einer Toilette ausgestattet.

### Lyon
Für das Projekt «Tram-Train de l'Ouest Lyonnais» lieferte Alstom von 2011 bis 2012 Citadis Dualis der Baureihe U 52500. Die 24 Vierteiler verkehren im Vorortverkehr auf den Eisenbahnstrecken von Lyon Saint-Paul nach Sain-Bel, Brignais und Lozanne.

### Île-de-France
Für die Zweigstrecke der Straßenbahnlinie T4 von Gargan nach Montfermeil wurden 15 Vierteiler (Baureihe U 53700) bestellt. Ihre Auslieferung begann 2017. Um die seit Eröffnung der Straßenbahnlinie T4 2006 verkehrenden Siemens Avanto zu ersetzen, wurden 2020 weitere 11 Citadis Dualis bestellt. Zum einen haben sich laut Aussage des zuständigen Aufgabenträgers Île-de-France Mobilités die Avanto-Fahrzeuge als unzuverlässig herausgestellt, zum anderen waren diese nicht in der Lage, auf dem neu errichteten, als Straßenbahn betriebenen Ast Gargan – Hôpital de Montfermeil zu verkehren. Mit der Nachbestellung der Citadis Dualis wurde der Fuhrpark auf der Linie T4 vereinheitlicht.
Auch die anderen Tram-Train-Strecken in der Île de France werden mit Citadis Dualis betrieben: Die Linie T11 (Tram Express Nord) ist eine Tangentialverbindung auf Eisenbahngleisen. Seit der Eröffnung am 1. Juli 2017 sind 15 Citadis Dualis (Baureihe U 53600) im Einsatz. Die Linie T12 nutzt seit Dezember 2023 insgesamt 25 Fahrzeuge der Baureihe U 52600, die in Doppeltraktion verkehren. Auf der Linie T13 im Westen des Ballungsraums sind seit 2022 11 Citadis Dualis (Baureihe U 53800) im Einsatz. Auch auf der Strecke Esbly – Crécy-la-Chapelle der Transilienlinie P kommen Citadis Dualis zum Einsatz. Es handelt sich dabei um den gleichen Fahrzeugpool (Baureihe U 53600) wie auf der Linie T11.
Für den weiteren Ausbau der Linie T13 wurde im Juni 2024 eine neue Ausschreibung für Tram-Train-Fahrzeuge veröffentlicht.